# La Rue interdite
Pour plus de détails, voir Fiche technique et Distribution.
La Rue interdite (Britannia Mews), est un film britannique réalisé par Jean Negulesco, sorti en 1949. 

## Synopsis
À la fin du 18e siècle dans le Londres victorien, Adélaïde épouse, malgré les objections de sa famille, son professeur de dessin, Henry Lambert, un artiste désargenté. Ils emménagent dans un appartement dans la rue Britannia Mews. Elle s'attend à ce que son époux finisse de peindre son chef-d'œuvre et devienne une artiste de premier plan, afin qu'elle puisse prouver à sa famille qu'il n'a pas cherché à l'épouser pour son argent. Cependant, Henry se révèle bientôt être un alcoolique qui est plus intéressé à jouer et à poursuivre son passe-temps de fabriquer des marionnettes élaborées qu'à achever ses peintures. Séparée de sa famille et à court d'argent, Adélaïde confronte finalement Henry, qui révèle qu'il a eu plusieurs relations amoureuses avec ses riches élèves en art et qu'il ne l'aime pas. Au milieu d'une querelle violente, Henry, complètement ivre, attrape Adélaïde, qui le repousse, le faisant mortellement tomber dans l'escalier.
Adélaïde est alors victime de chantage de la part de sa voisine, Mme Mounsey, une vieille mégère qui a été témoin de la dernière dispute du couple. Lors d'une déposition à la police, elle témoigne qu'Henry est tombé accidentellement du haut des marches. En contrepartie de ce mensonge, elle exige qu'Adélaïde lui donne des paiements réguliers. Mme Mounsey empêche également la jeune femme de quitter Britannia Mews pour la maison de campagne de ses parents. Lorsque la mère d'Adélaïde essaie de rendre visite à sa fille après plusieurs années sans contact, Mme Mounsey lui ment qu'Adélaïde a déménagé et qu'on ne sait pas où elle se trouve.
Adélaïde se résigne à son sort de prisonnière à Britannia Mews, lorsqu'elle rencontre un jeune avocat en mal de chance, Gilbert Lauderdale, qui est le parfait sosie de son défunt mari. Contrairement à Henry, Gilbert développe une véritable affection pour Adélaïde et se débarrasse de Mme Mounsey en menaçant de la poursuivre pour chantage. Malheureusement, Gilbert est déjà marié à une femme qui l'a abandonné et a déménagé en Amérique, il ne peut donc pas épouser Adélaïde. Les deux commencent néanmoins à vivre ensemble dans son appartement, se faisant appeler M. et Mme Lambert, bien que sur l'insistance d'Adélaïde, ils dorment dans des chambres séparées pour éviter toute tentation charnelle.
Utilisant les marionnettes laissées par feu Henry, Gilbert et Adélaïde lancent un théâtre de marionnettes très réussi qui finit par transformer Britannia Mews en une rue à la mode et réunit Adélaïde avec sa famille. Puis l'ancienne épouse de Gilbert, Milly, apparaît, après avoir localisé Gilbert grâce à une publicité pour le théâtre. Milly cherche à obtenir une récompense de Gilbert pour lui avoir «fait du tort» en emménageant avec une autre femme, mais Adélaïde insiste pour que Gilbert retourne auprès de sa femme. Milly révèle alors à Gilbert qu'elle a en fait divorcé il y a des années et a épousé un autre homme, laissant Gilbert libre d'épouser enfin son véritable amour Adélaïde.

## Fiche technique
- Titre original anglais : Britannia Mews ou The Forbidden Street ou Impulse ou Affairs of Adelaide
- Titre français : La Rue interdite ou Quartier interdit ou Amour interdit ou La Déclassée[1]
- Réalisation : Jean Negulesco, assisté de Guy Hamilton
- Scénario : Ring Lardner Jr., d'après un roman de Margery Sharp
- Production : William Perlberg et Darryl F. Zanuck producteur exécutif (non crédité)
- Société de production et de distribution : 20th Century Fox
- Musique : Malcolm Arnold
- Photographie : Georges Périnal
- Montage : Richard Best et Robert L. Simpson (non crédités)
- Directeur artistique : Andrej Andrejew
- Costumes : Georges K. Benda
- Pays d'origine :  Royaume-Uni
- Format : Noir et blanc - 35 mm - 1,37:1 - Son : mono (Western Electric Recording)
- Genre : Drame
- Durée : 90 minutes
- Dates de sortie :
  - Royaume-Uni : 31 mars 1949
  - France : 10 novembre 1950[1]

## Distribution
- Dana Andrews : Henry Lambert / Gilbert Lauderdale
- Maureen O'Hara : Adelaide Culver
- Sybil Thorndike : Mme Mounsey
- Fay Compton : Mme Culver
- A.E. Matthews : M. Bly
- Diane Hart : The Blazer
- Anne Butchart : Alice Hambro
- Wilfrid Hyde-White : M. Culver
- Anthony Tancred : Treff Culver